# Orbicella

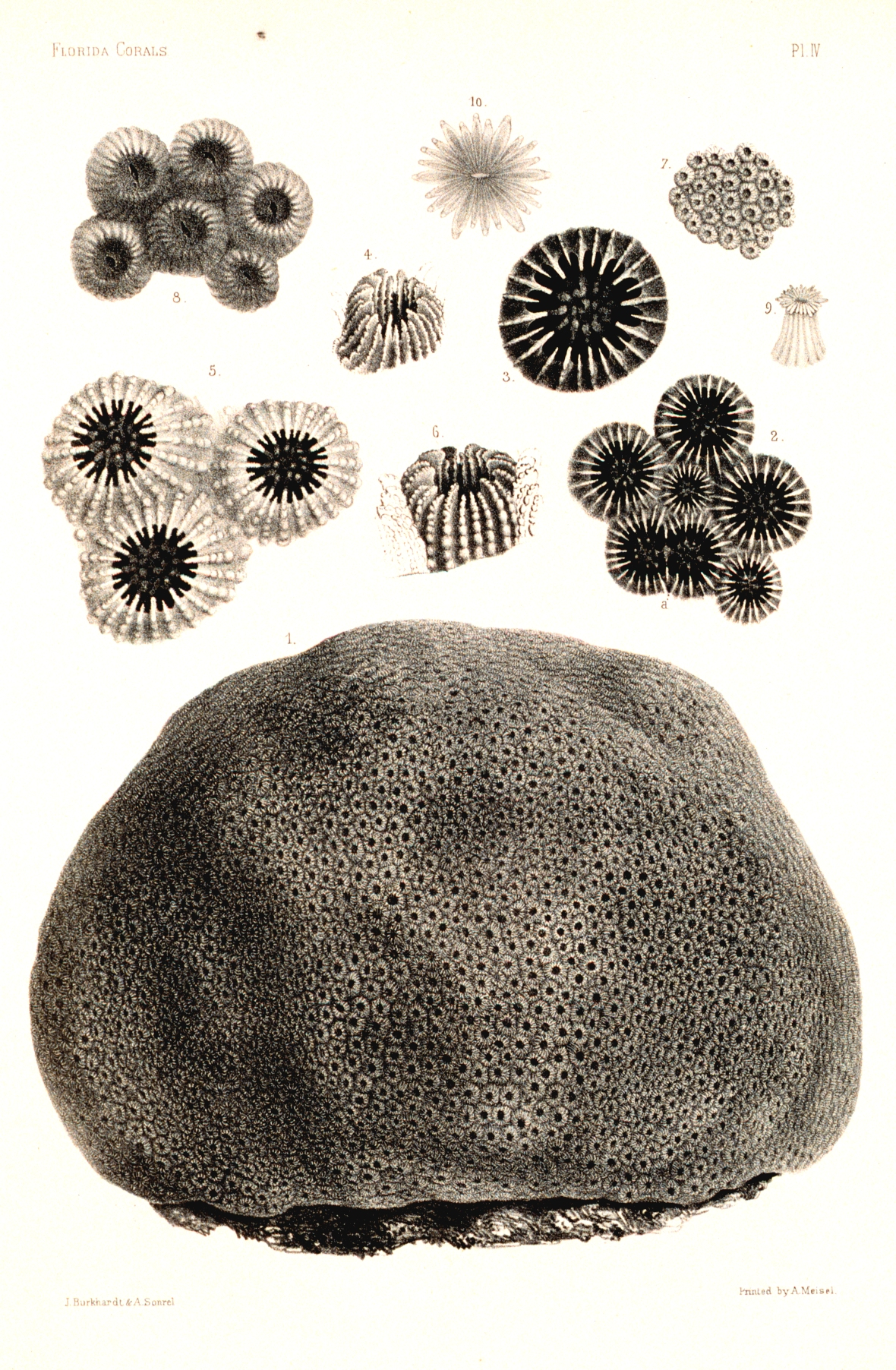
Ilustraciones de Orbicella annularis en un informe de 1.880, de Louis Agassiz, sobre los arrecifes de Florida.

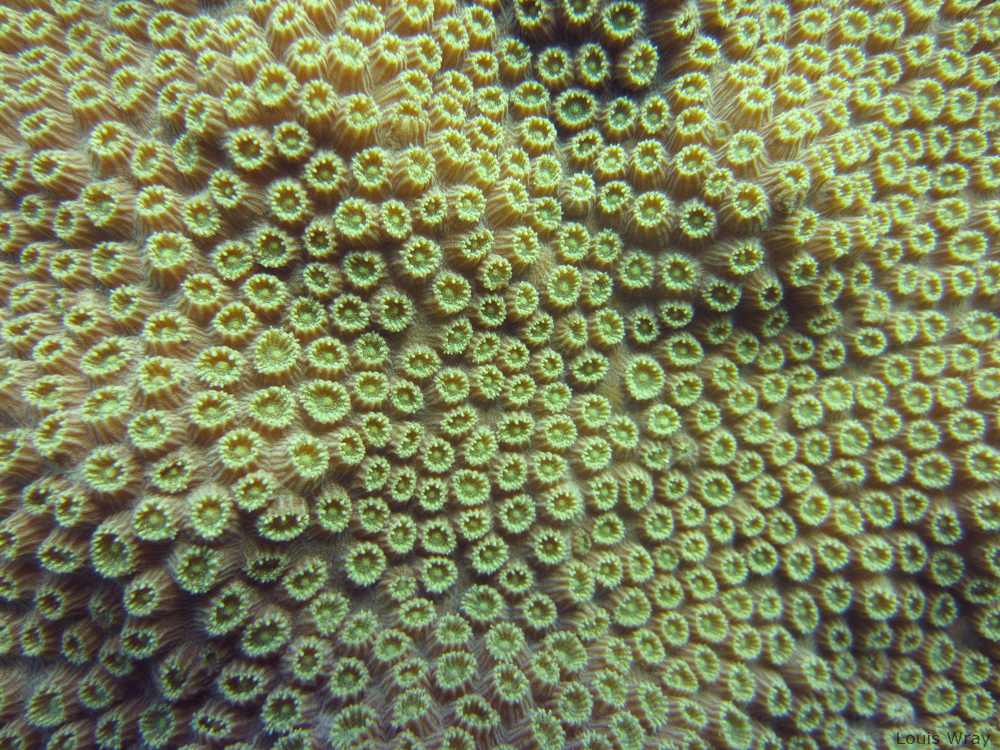
Disposición de los coralitos en la superficie ondulada de una colonia de O. annularis

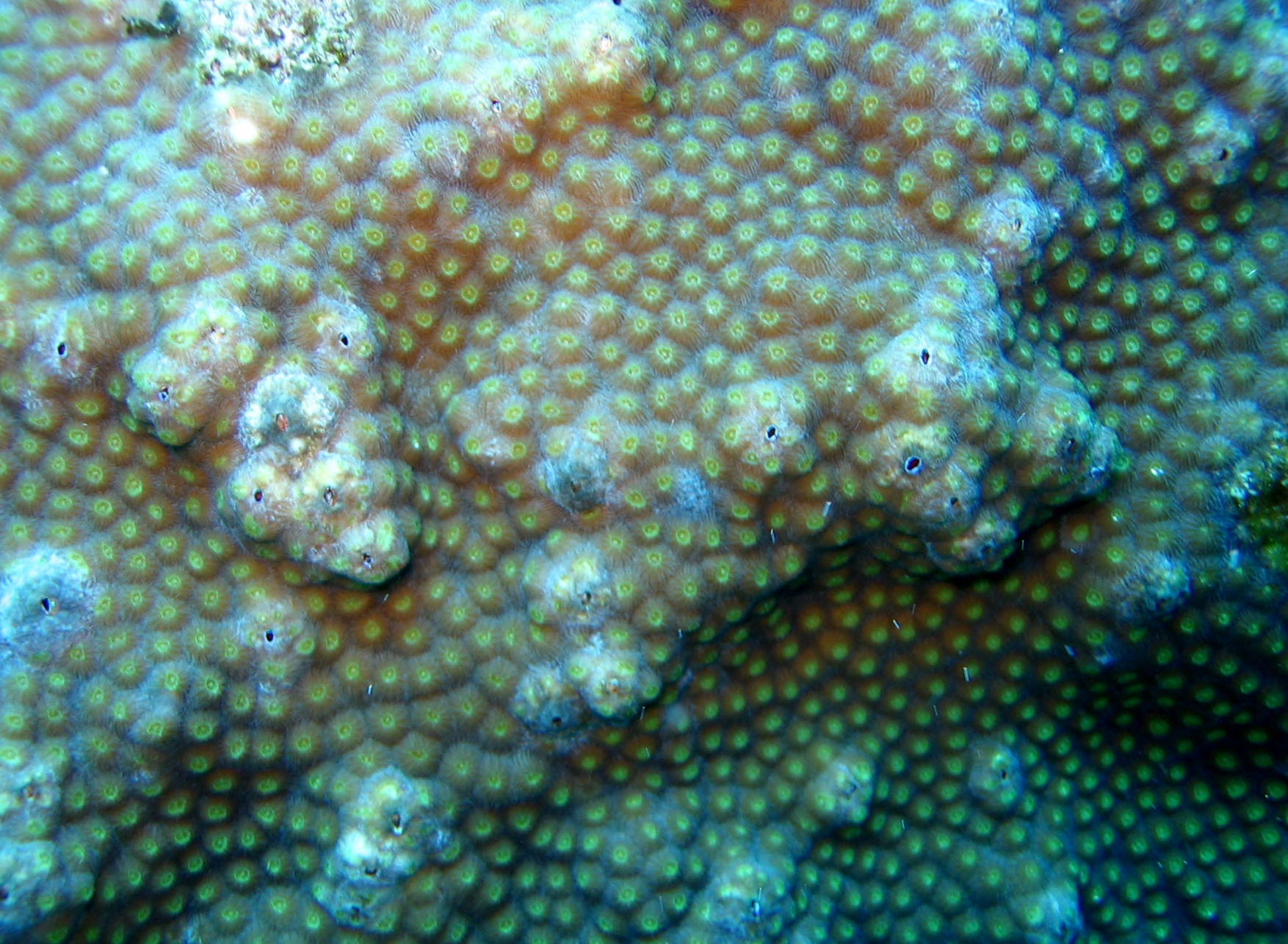
Disposición de los coralitos en la superficie de una colonia de Orbicella franksi con numerosas protuberancias

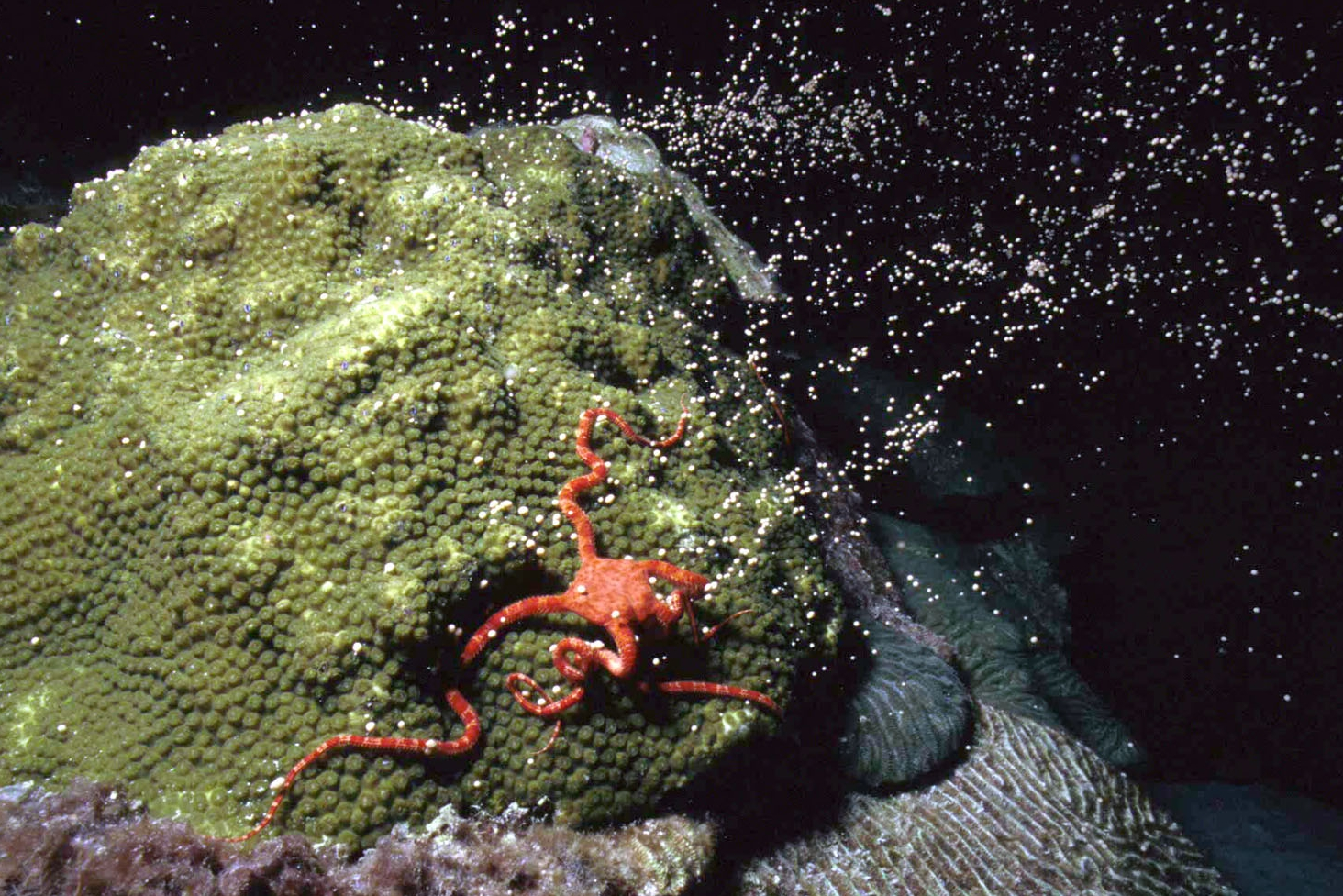
Ophioderma rubicundum sobre Orbicella franksi desovando

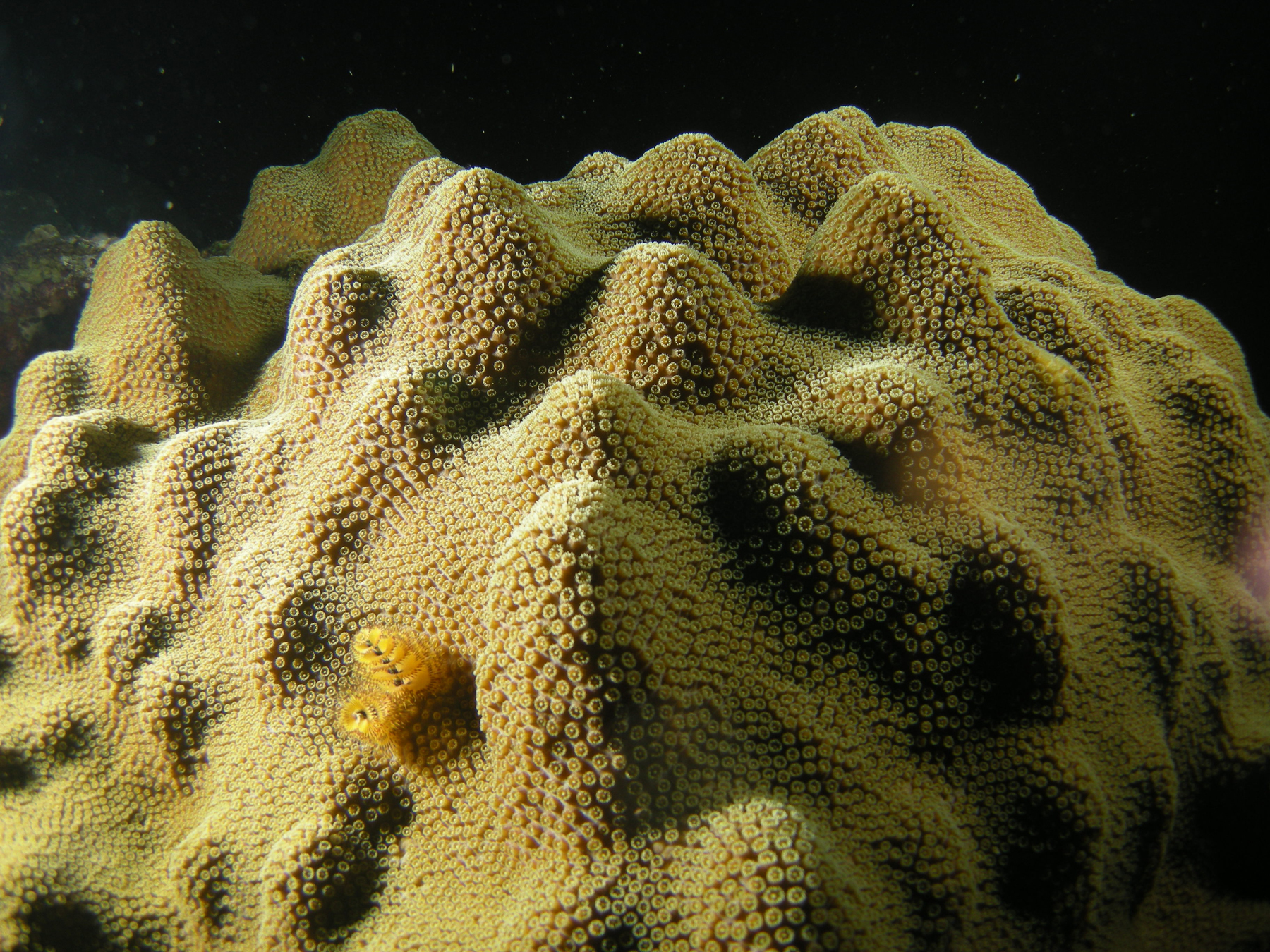
Orbicella faveolata con pólipos expandidos y un par de Spirobranchus giganteus huéspedes

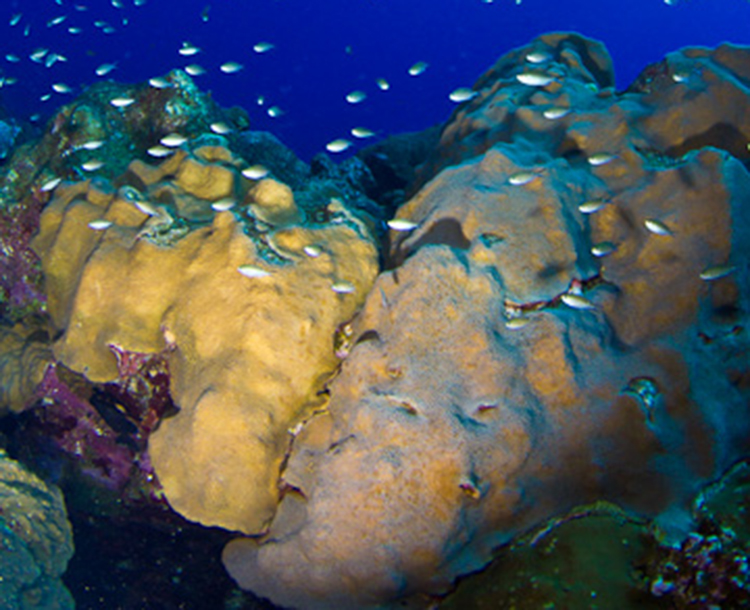
Colonias de Orbicella faveolata en el mar Caribe

Orbicella es un género de corales que pertenece a la familia Merulinidae, orden Scleractinia. 
Es un género hermatípico, tras la muerte del coral, su esqueleto contribuye a la generación o crecimiento de los arrecifes de coral en la naturaleza. 
Sus especies son comunes en aguas tropicales del océano Atlántico occidental, con frecuencia el género más abundante hasta 30 metros de profundidad. No obstante, sus especies han sufrido una drástica disminución durante las últimas décadas en la mayor parte de su rango de distribución, y están clasificadas como especies amenazadas por la Unión Internacional para la Conservación de la Naturaleza.

## Taxonomía
Este género ha sido recientemente resucitado por estudios que, tras realizar análisis filogenéticos moleculares y morfológicos del género Montastraea, entre muchos otros, han concluido que las especies M. annularis, M. faveolata y M. franksi, pertenecen al género Orbicella, originalmente descrito por James Dwight Dana en 1.846.
Así, Budd et al., en 2012, además de relacionar genéticamente las tres especies citadas de Montastraea, y aislarlas de este género, diferencian morfológicamente Montastraea de Orbicella, señalando que Montastraea tiene los septos en forma de pala, con base elíptica y dispuestos en cuatro o más ciclos, y el muro de sus coralitos tiene septos fallidos; mientras que Orbicella, tiene los septos irregulares, multidireccionales, y dispuestos en tres ciclos, y el muro de sus coralitos no tiene septos fallidos. Posteriormente, Huang et al., en 2014, han confirmado la adscripción de Orbicella, con sus tres especies, a la familia Merulinidae.

## Especies
El Registro Mundial de Especies Marinas reconoce las siguientes especies en Orbicella, habiendo valorado su estado de conservación la UICN, que aún mantiene las especies en Montastraea:
- Orbicella annularis (Ellis & Solander, 1786)  Estado: En peligro A2ace
- Orbicella faveolata (Ellis & Solander, 1786)  Estado: En peligro A2ace
- Orbicella franksi (Gregory, 1895).  Estado: Vulnerable A4ce

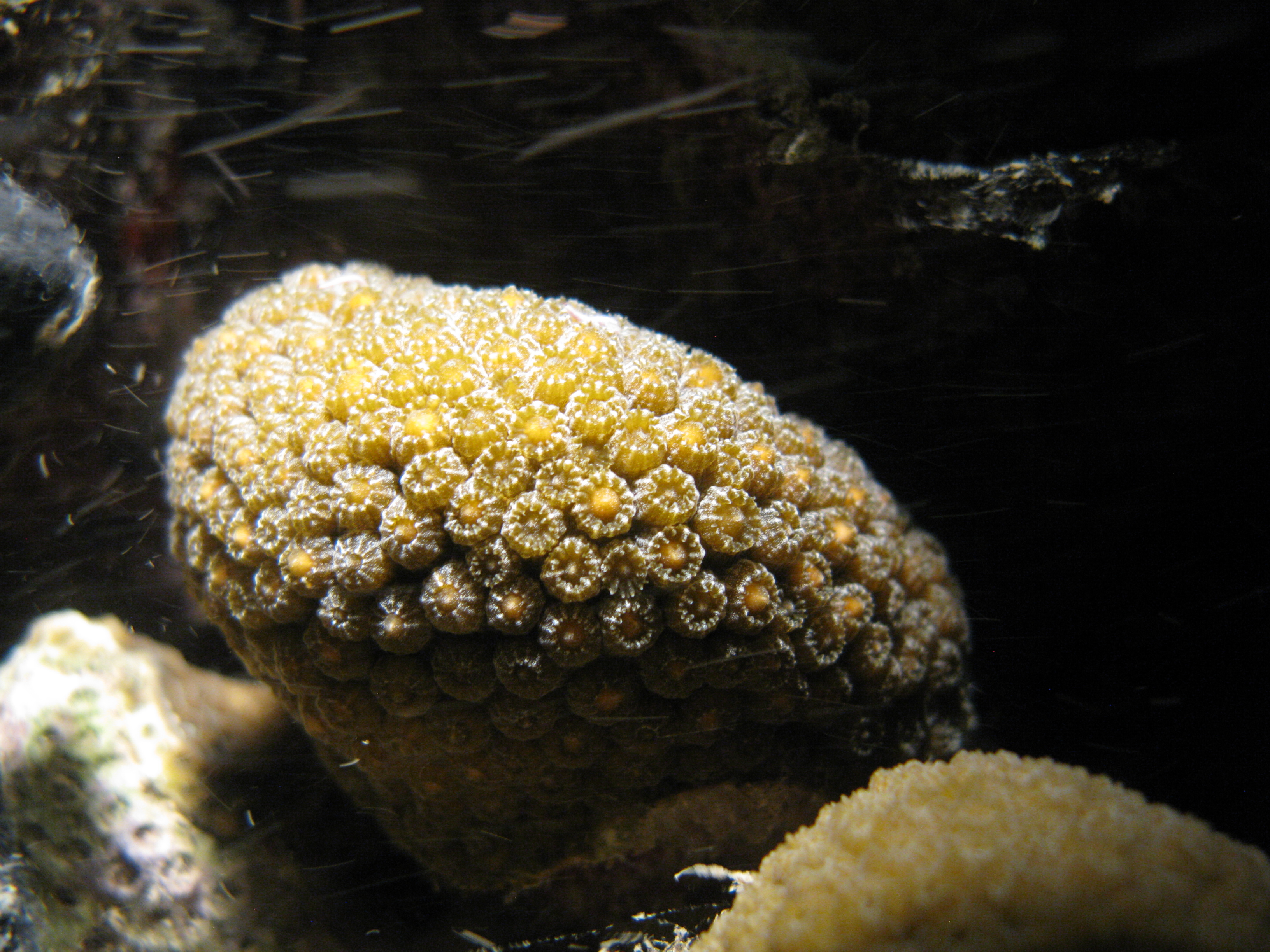
Orbicella annularis desovando, los huevos salen por las bocas de sus pólipos
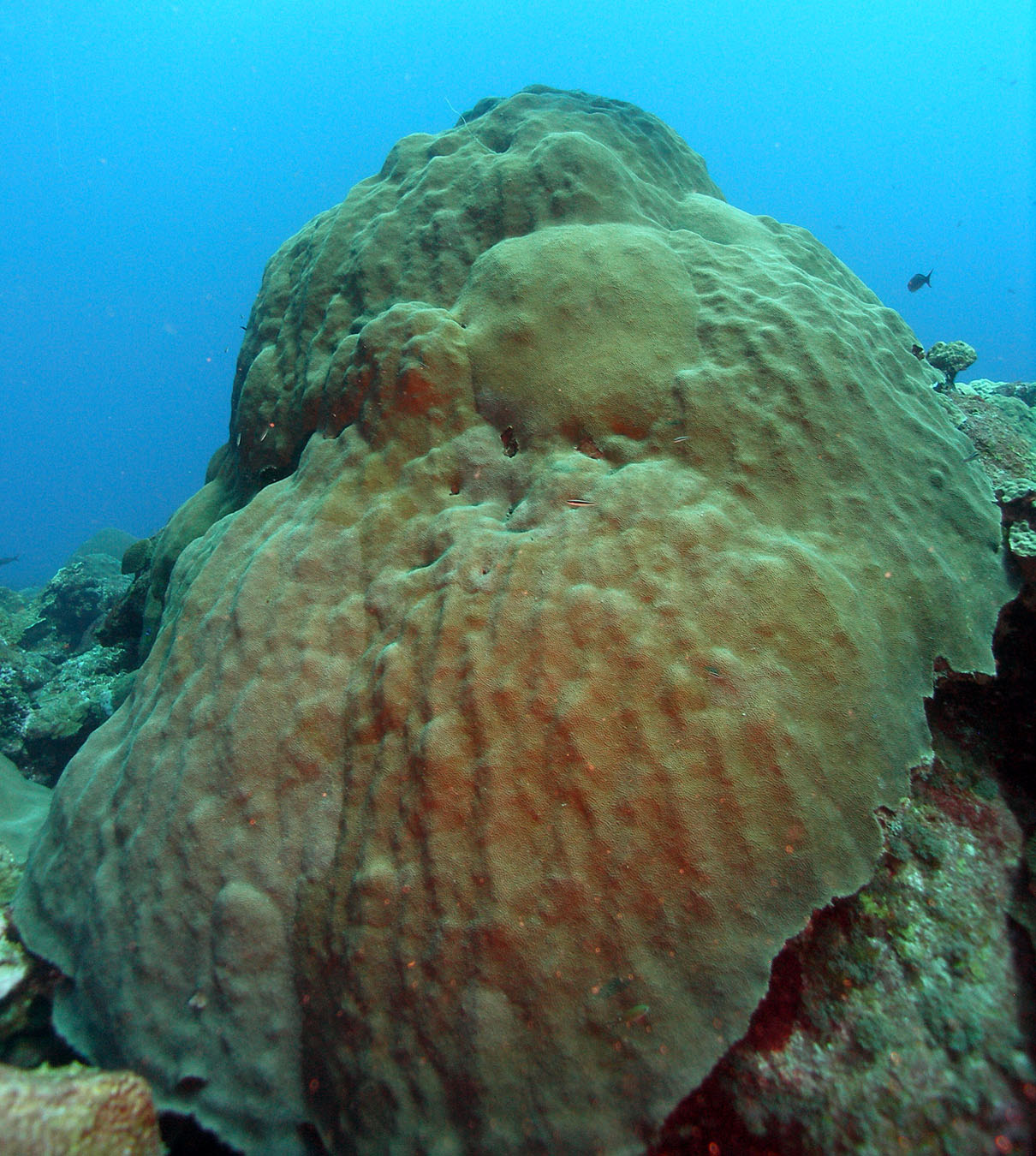
Orbicella faveolata en Flower Garden Banks, EE.UU.
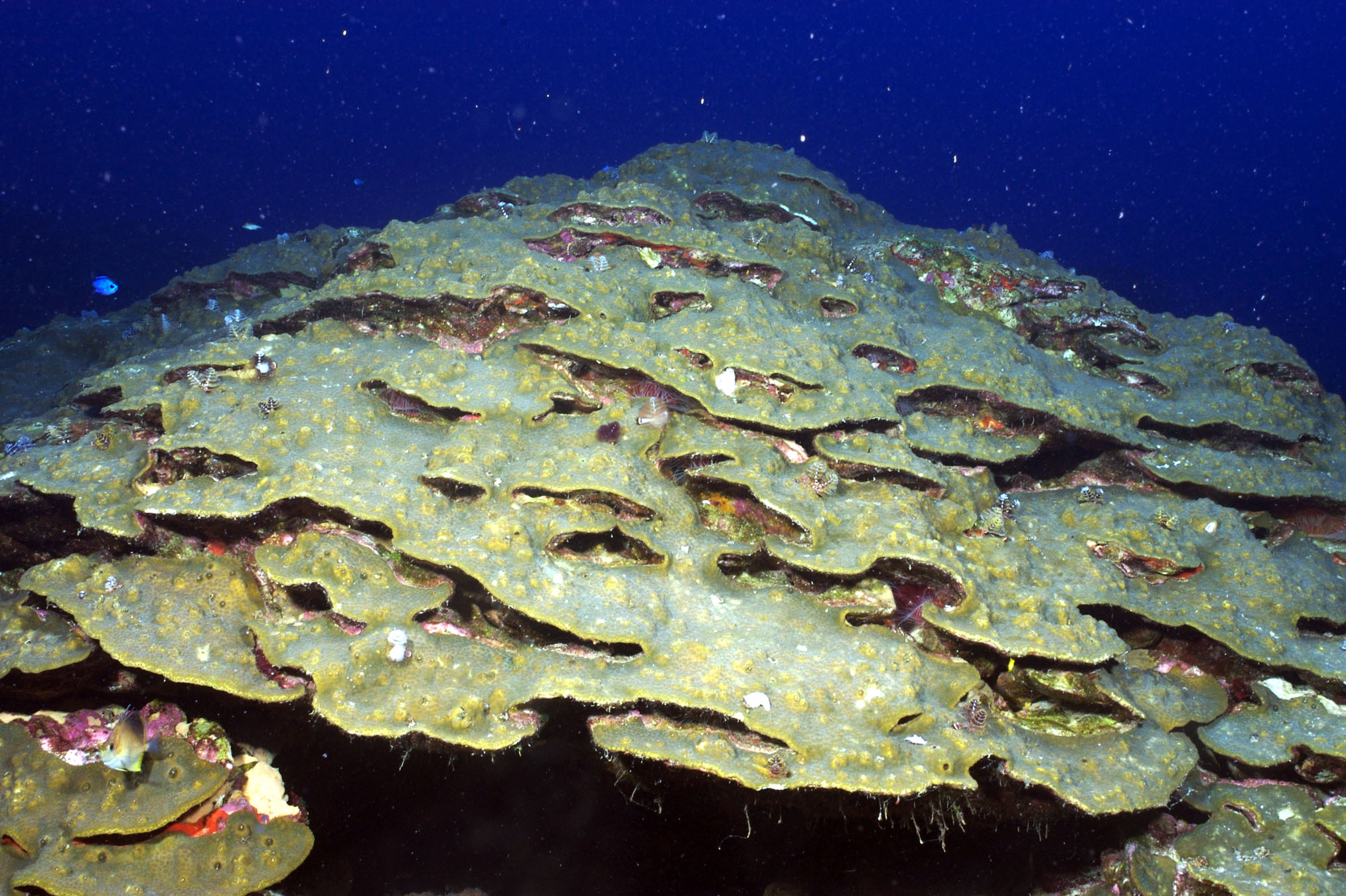
Orbicella franksi en forma masiva-laminar

## Morfología
Las colonias pueden ser con formas columnares, aplanadas, laminares o masivas, dependiendo de factores ambientales como la luz y las corrientes, lo que se denominan poblaciones ecomorfas.
Los coralitos son abundantes, diferentes en tamaño y compactados sobre la superficie de la colonia, que puede ser suave o grumosa. Los cálices son pequeños, de entre 2.5 y 5 mm de diámetro, según la especie. Los septo-costa están dispuestos perfectamente, y los septos se alternan largos y cortos. Tienen columnela larga y compacta.
Su coloración abarca el marrón, amarillo, verde o gris, en ocasiones con tonos púrpura. Normalmente sólo extiende sus tentáculos durante la noche.

## Hábitat y distribución
Habitan en diversas partes del arrecife, aunque son más comunes en las lagunas y laderas superficiales de arrecifes semi-protegidos, localizados en zonas poco profundas, bien iluminadas y cercanas a las costas. Abundan entre 1 y 40 metros, aunque su rango va desde 0,5 a 82 m de profundidad.
Se distribuyen en aguas tropicales del océano Atlántico occidental, en el Caribe, Golfo de México, Florida, Bahamas y Bermuda. 

## Alimentación
Los pólipos contienen algas simbióticas; mutualistas (ambos organismos se benefician de la relación) llamadas zooxantelas. Las algas realizan la fotosíntesis produciendo oxígeno y azúcares, que son aprovechados por los pólipos, y se alimentan de los catabolitos del coral (especialmente fósforo y nitrógeno). Esto les proporciona entre el 70 y el 95% de sus necesidades alimenticias. El resto lo obtienen atrapando del plancton minúsculos copépodos, anfípodos y huevos de otros animales.

## Reproducción
Se reproducen asexualmente mediante gemación, y sexualmente, lanzando al exterior sus células sexuales. En este tipo de reproducción, la mayoría de los corales liberan óvulos y espermatozoides al agua, siendo por tanto la fecundación externa. Los huevos una vez en el exterior, permanecen a la deriva arrastrados por las corrientes varios días, más tarde se forma una larva plánula que, tras deambular por la columna de agua marina, y en un porcentaje de supervivencia pequeño, cae al fondo, se adhiere a él y comienza su transformación a pólipo. El pólipo genera un esqueleto cálcico, llamado coralito, y posteriormente, se multiplica asexualmente mediante gemación, lo que conforma la colonia coralina.
Las poblaciones de las tres especies del género Orbicella, coinciden frecuentemente en su distribución y hábitats, pero mantienen un aislamiento reproductivo mediante diferentes horarios de desove y/o procesos fisiológicos incompatibles, limitando así la hibridación entre especies, en lo que se denomina un fenómeno de especiación simpátrica.